# ICCROM
ICCROM (skrót od ang. International Centre for the Study of the Preservation and Restoration of Cultural Property, Rome) - Międzynarodowy Ośrodek Studiów dla Poprawy i Rozwoju Metod Konserwacji Dziedzictwa Kultury powołany do życia podczas dziewiątej sesji Konferencji Generalnej UNESCO w 1956 r. Jest to międzynarodowa organizacja mająca na celu rozwijanie i promowanie konserwacji dziedzictwa kultury, m.in. poprzez interdyscyplinarną współpracę na polu ochrony dziedzictwa kultury przedstawicieli różnych nauk: konserwatorów, archeologów, muzealników, architektów i urbanistów, a także instytucji - takich jak muzea, biblioteki i archiwa.
Polska jest członkiem ICCROM od 1958 roku.
Strona oficjalna ICCROM